# Sphenomorphus nigrolabris
Sphenomorphus nigrolabris es una especie de escincomorfos de la familia Scincidae.

## Distribución geográfica
Es endémica de la isla de Célebes (Indonesia).